# 제69회 미국 감독 조합상
제69회 미국 감독 조합상은 2016년 뛰어난 활동을 보인 영화 감독을 기리기 위해 2017년 2월에 열린 시상식이다. The Beverly Hilton Hotel에서 개최되었다.

## 수상 및 후보

### 감독상(영화부문)
- 라라랜드 - 데이미언 셔젤 수상
- 라이언 - 가스 데이비스
- 문라이트 - 배리 젠킨스
- 맨체스터 바이 더 씨 - 케네스 로너건
- 컨택트 - 드니 빌뇌브

### 감독상(신인감독부문)
- 라이언 - 가스 데이비스 수상
- 디 엣지 오브 세븐틴 - 켈리 프레몬
- 데드풀 - 팀 밀러
- 국가의 탄생 - 네이트 파커
- 클로버필드 10번지 - 댄 트라첸버그

### 감독상(TV영화부문)
- 더 나이트 오브 - 스티븐 자일리안 수상
- 매도프 - 레이몬드 드 펠리타
- 그리스 : 라이브 - 알렉스 루드진스키 외 1명
- 헤어스프레이 라이브! - 케니 리온 외 1명
- 올 더 웨이 - 제이 로치

### 감독상(TV정기편성부문)
- 새터데이 나잇 라이브 - 돈 로이 킹 수상
- 리얼 타임 위드 빌 마허 - 폴 G. 케이지
- CBS 뉴스 선데이 모닝 - 노라 제라드
- 더 레이트 쇼 위드 스티븐 콜버트 - 짐 호스킨슨
- 풀 프론탈 위드 사만다 비 - 폴 펜놀리노

### 감독상(특별부문)
- 제70회 애뉴얼 토니 어워즈 - 글렌 웨이스 수상
- 토니 베넷 셀러브레이츠 90: 더 베스트 이스 옛 투 컴 - 제리 폴리
- 더 레이트 레이트 쇼 위드 제임스 코든 - 팀 맨치넬리
- 스미소니안 살룻츠 레이 찰스 - 린다 멘도자
- 풀 프론탈 위드 사만다 비 - 폴 메이어스

### 감독상(드라마시리즈)
- 왕좌의 게임 - 미구엘 사포크닉 수상
- 기묘한 이야기 - 맷 더퍼 외 1명
- 아메리칸 크라임 스토리 - 라이언 머피
- 웨스트월드 : 인공지능의 역습 - 조나단 놀란
- 아메리칸 크라임 스토리 - 존 싱글톤

### 감독상(코미디시리즈)
- 부통령이 필요해 - 베키 마틴 수상
- 실리콘 밸리 - 알렉 버그
- 애틀랜타 - 도날드 글로버
- 실리콘 밸리 - 마이크 저지
- 부통령이 필요해 - 데일 스턴

### 감독상(리얼리티쇼)
- 아메리칸 그리트 - J. 루퍼트 톰슨 수상
- 샤크 탱크 - 켄 푸치스
- 라이프 PD - 존 곤잘레스
- 스트롱 - 브라이언 스미스
- 어메이징 레이스 - 버트램 반 먼스터

### 감독상(어린이프로그램)
- 앤 아메리칸 걸 스토리 - 멜로디 1963: 러브 해스 투 윈 - 티나 마브리 수상
- 더 킥스 - 리즈 앨렌
- 고티머 기본스 라이프 온 노말 스트릿 - 알레시 존스
- 어 넛크래커 크리스마스 - 마이클 렘벡
- 어드벤처 인 베이비시팅 - 존 슐츠

### 감독상(다큐멘터리부문)
- O.J.: 메이드 인 아메리카 - 에즈라 에델만 수상
- 더 이글 헌트리스 - 오토 벨
- 앤서니 위너: 선거 이야기 - 조시 크리그먼 외 1명
- 아이 엠 낫 유어 네그로 - 라울 펙
- 라이프, 애니메이티드 - 로저 로스 윌리엄스

### 감독상(광고부문)
- Chase, Nike Golf 외 3편 - 데릭 시엔프랜스 수상
- Hold Your Breath, SunTrust 외 2편 - 단테 아리올라
- Dive, Apple 외 2편 - 프레드릭 본드
- The Best Planet, S7 Airlines 외 1편 - 액 로자스

### 공로상
- 리들리 스콧 수상

### 로버트 B. 알드리치 상
- 토마스 쉬라미 수상

### 프랑크 카프라 상
- 마리 캔틴 수상

### 대통령상
- 제이 D. 로스 수상